# Astrochalcis micropus
Astrochalcis micropus är en ormstjärneart som beskrevs av Ole Theodor Jensen Mortensen 1912. Astrochalcis micropus ingår i släktet Astrochalcis och familjen medusahuvuden. Inga underarter finns listade i Catalogue of Life.